# Claus Felix von Amsberg
Claus Felix von Amsberg (německy: Klaus Felix Friedrich Leopold Gabriel Archim Julius August von Amsberg; 1. září 1890, Rehna – 19. prosince 1953, Jasebeck) byl člen německého šlechtického rodu Amsberg a otec nizozemského prince Clause, otce krále Viléma-Alexandra Nizozemského.

## Život
Narodil se 1. září 1890 v Rehně ve velkovévodství Meklenbursko-Schwerinském, patřícím do Německého císařství. Byl synem Wilhelma von Amsberg (1856–1929) a Elise von Vieregge (1866–1951).
Za první světové války sloužil jako voják Německé císařské armády v Německé východní Africe, a to ve vojsku generála Paula von Lettow-Vorbeck.
Roku 1928 se se svou rodinou odstěhoval do Tanganiky, kde řídil anglo-německou čajovou a sisalovou plantáž. Roku 1947 odešel zpět do Německa.

## Manželství
Dne 4. září 1924 se v Hitzackeru oženil s baronkou Göstou von dem Bussche-Haddenhausen, s dcerou barona George von dem Bussche-Haddenhausen a baronky Gabriele von dem Bussche-Ippenburg. Spolu měli 7 dětí:
- Sigrid von Amsberg (nar. 26. června 1925), svatba s Bernd Jencque
- Claus van Amsberg (1926–2002), svatba s princeznou Beatrix Nizozemskou
- Rixa von Amsberg (1927–2010), svatba s Peterem Ahrendem
- Margit von Amsberg (1930–1988), svatba s Ernstem Grubitzem
- Barbara von Amsberg (nar. 16. října 1930), svatba s Güntherem Haarhausem
- Theda von Amsberg (nar. 30. června 1939), svatba s baronem Karlem von Friese
- Christina von Amsberg (nar. 20. ledna 1945), svatba s baronem Hansem Hubertusem von der Recke

Zemřel ve věku 63 let v Jasebecku na infarkt myokardu.